# Multiple master písmo
Multiple master písmo (anglicky multiple master font, zkráceně MM) je rozšíření Postscript Type 1 písma firmy Adobe Systems z roku 1992. Jako první taková písma vyšla Minion MM Roberta Slimbacha a Myriad MM Carol Twomblyové.
V roce 2002 představilo Adobe ve spolupráci s Microsoftem nový písmový formát OpenType. Tento formát měl šanci se dostat k více koncovým uživatelům a proto se Adobe rozhodlo soustředit spíše na něj a ukončit podporu multiple master písem. Své vydané MM písma vydala převedená na OpenType písma v několika rodinách, dle množství nastavitelných os v původním formátu.  I přesto je tato technologie stále využívána typografy při návrzích nových písem.
Nástupcem tohoto rozšíření jsou variabilní písma, která byla představena v roce 2016 jako rozšíření formátu OpenType (verze 1.8).

## Vlastnosti

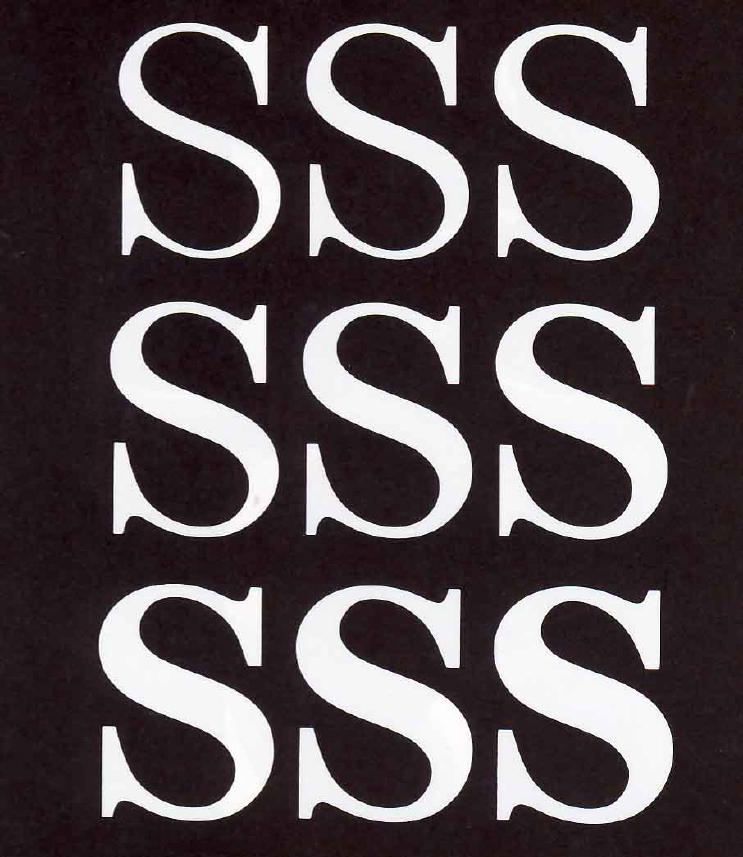
Interpolace písma písmolíjny URW++.

V souboru multiple master písma byly zakódované páry hlavních řezů, představující hraniční formy písma, například velmi tenké a velmi tučné (light a extrabold). Mimo hlavní řezy bylo možné definovat i řezy zjemňující přechod (intermediate designs). Takovýchto řezů mohlo být v souboru definováno až šestnáct. Pomocí software si následně uživatel mohl zvolit vlastní variantu řezu, která byla dotvořena interpolací. Na podobném principu byl založený i dřívější METAFONT.
Každý pár zakódovaných řezů definuje jednu osu. Nejčastěji se vyskytuje jedna osa pro tloušťku nebo duktus a druhá osa pro prostrkání. Dále lze často narazit na osy pro optickou velikost nebo styl stínování. Osu lze vytvořit pro cokoliv, pokud jsou poskytnuty hlavní řezy – třeba zakulacenost koutů.
Například, u písma Viva Carol Twomblyové byla osa pro tloušťku a šířku. Pomocí šířky se mohlo nastavit písmo od kondenzovaného do roztáhnutého. Pomocí tloušťky se nastavoval duktus. Bylo tedy možné vytvořit obrysová písma až silně obtáhnutá písma, vypadající jako výseky. Zajímavější ukázkou této technologie je písmo MoveMe MM od Luc(as)e de Groota, u jehož znaků lze nastavit „erotičnost“.
Počítačový software je schopen písma upravovat uměle. V případě zvětšování velikosti písma to ovšem pouze písmo zvětší, a tak ztrácí na kvalitě. V dobách kovových liter každá velikost vypadala trochu jinak, u menších velikostí nebyl takový rozdíl v tloušťce tahů. Výhodou multiple master písem je právě to, že úprava parametrů písma je opticky více škálovaná. Řeší i problémy u sazby sloupců, kdy lze písmo zúžit tak, aby se do sloupce vešlo, a přitom se nelišilo od zbytku sazby. Dokážou i emulovat jiné, nedostupné písmo, pokud jsou k dispozici jeho parametry. To umožňuje kvalitní zobrazení dokumentů s písmem chybějících u uživatele. Toho se do dnes využívá v programu Adobe Acrobat.
Jistou nevýhodou multiple master písma byla jeho vázanost na konkrétní software a často docházelo k problémům během tisku.
České lokalizované MM písma nejsou, ovšem písmo DynaGrotesk (Dynamo Grotesk, dříve Dynamo) Františka Štorma bylo původně proponováno jako MM písmo. 

## Seznam multiple master písem

### Komerční
Písma vydalo Adobe, pokud není jinak specifikováno.
- AI Quanta (Peter Fraterdeus)
- ITC Avant Garde MM
- Bickham Script MM
- Briem Akademi MM
- Briem Script MM
- Caflisch Script MM
- Chaparral MM
- Conga Brava MM
- Cronos MM
- DejavUE (T. Olsson)
- Ex Ponto MM
- Foxit Serif MM (Foxit Software)
- ITC Garamond MM
- Generation (Dirk Wachowiak)
- Graphite MM
- Grotesk MM (HermesSoft)
- Adobe Jenson MM
- Jimbo MM
- Kepler MM
- Kinesis MM
- AI Koch Antiqua (Randall Jones)
- Littleton MM (Dennis Pasternak)
- Mezz MM
- Minion MM
- ITC Motter Corpus MM
- Myriad MM
- Nueva MM
- Ocean Sans MM
- Penumbra MM
- Reliq MM
- Sanvito MM
- Syntech MM (Saikix)
- Adobe Serif MM
- Adobe Sans MM
- Tekton MM
- Universum MM (HermesSoft)
- Vadau (T. Olsson)
- AI Veritas (Brian Sooy)
- Verve MM
- Viva MM
- Waters Titling MM…

### Volně dostupné
- So MM (Apostrophic Labs)
- Booter MM (Apostrophic Labs)
- Impossible MM (Apostrophic Labs)
- MoveMe MM (Luc(as) de Groot)
- Path 101 (Graham Meade)
- Snott MM (Graham Meade)
- Staid MM (Graham Meade)
- Stub MM (Ray Buetens)…